# Waller (Texas)
Waller város az USA Texas államában, Waller és Harris megyében. Lakosainak száma 2682 fő (2020. április 1.).

## Népesség
A település népességének változása:

| 2010 | 2 326 |
| 2020 | 2 682 |